# Jedlová (Jiřetín pod Jedlovou)
Jedlová (deutsch: Tannendorf, auch Tannendörfel) ist ein Ortsteil von Jiřetín pod Jedlovou (Sankt Georgenthal), das im Böhmischen Niederland im Lausitzer Gebirge in Tschechien liegt.

## Geographische Lage
Der Erholungsort befindet sich in einer Höhe von 535–600 Metern über HN direkt nördlich des  Berges Jedlová (Tannenberg).

## Geschichte
Erstmals wird Tannendorf im Jahre 1787 erwähnt. Zu dieser Zeit bestand der Ort aus neun Häusern. Erwerbszweig der Einwohner war vor allem die Leinwandbleiche, Flurnamen wie Hampels Bleiche (tschech.: Hampelovo bělidlo) erinnern noch heute daran. Ab 1869 wird Tannendorf mit Tollenstein (heute: Rozhled) zu einer Gemeinde vereinigt. Zu Jedlová gehörte auch die verlassene Einschicht Nový Svět (Neue Welt).
Nach der Vertreibung der deutschen Einwohner infolge des Zweiten Weltkrieges wird der entvölkerte Ort 1949 nach Jiřetín pod Jedlovou eingemeindet. Viele leerstehende Häuser wurden in den nächsten Jahrzehnten abgerissen, trotzdem bleiben etliche der alten Häuser in Umgebindebauweise erhalten. Bemerkenswert ist die heutige Pension Zvoneček „Glöckchen“ mit dem markanten Glockentürmchen in der Mitte des Ortes. Das älteste Gebäude des Dorfes ist das ehemalige Hegerhaus, welches heute als Ranch 7D bekannt ist. Hier wirkte František Fišer (1926–1983), welcher hier an der ökumenischen Übersetzung der Bibel in die tschechische Gegenwartssprache gearbeitet hat.

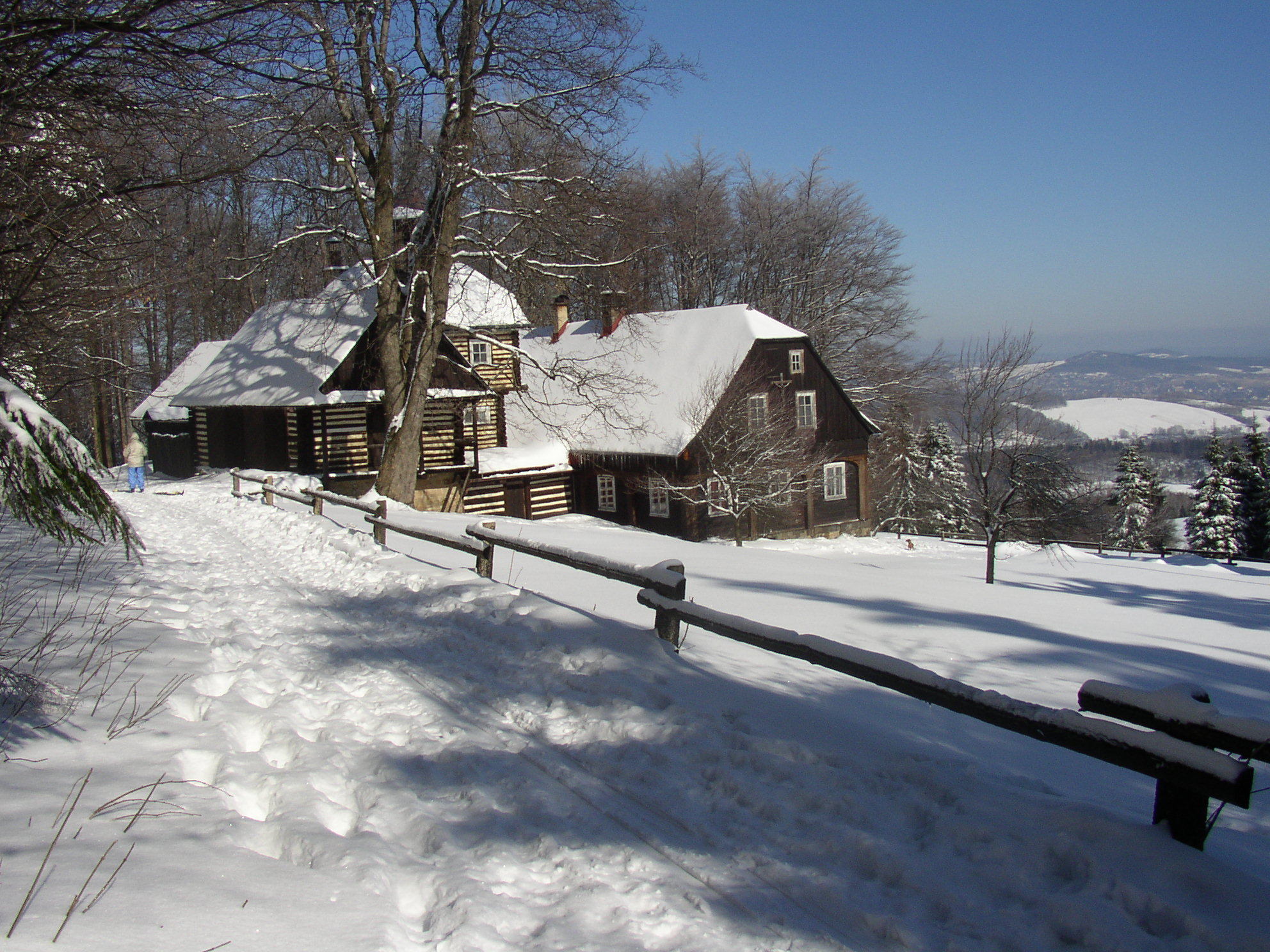
Ehemaliges Hegerhaus, heute Ranch 7 D

### Einwohnerentwicklung

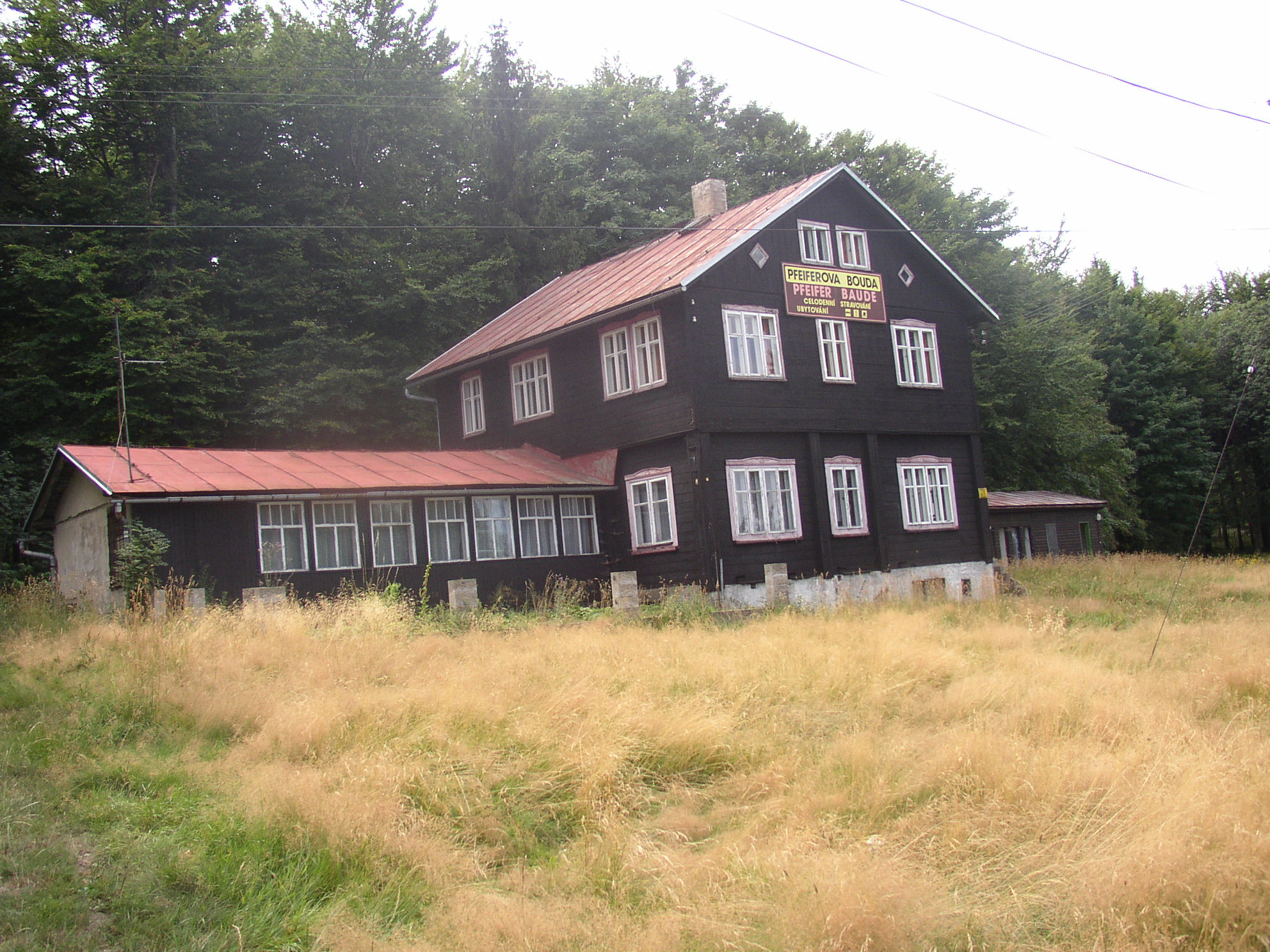
Pfeiferova bouda (Pfeiferbaude)

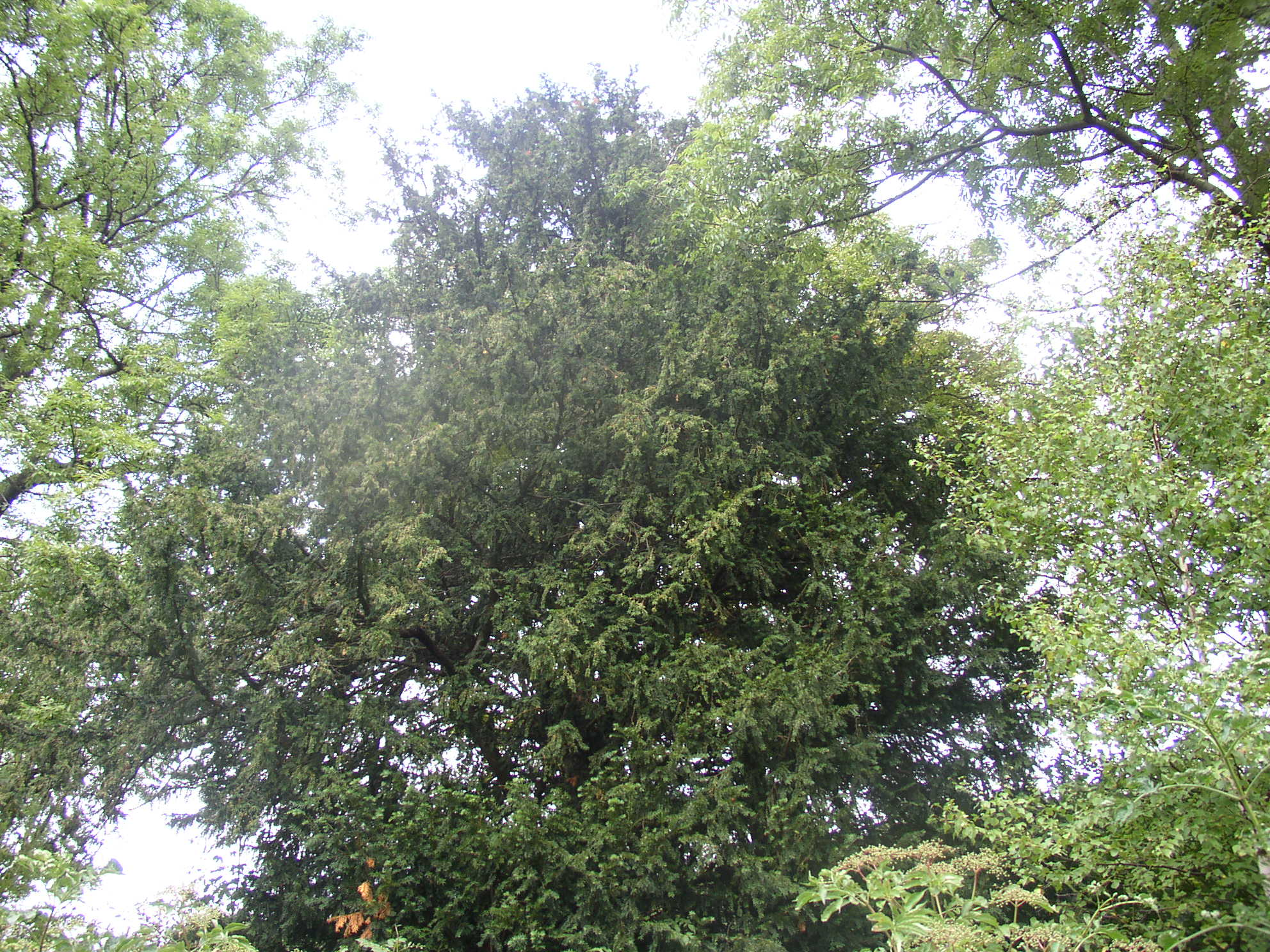
Rote Eibe auf Hampels Bleiche

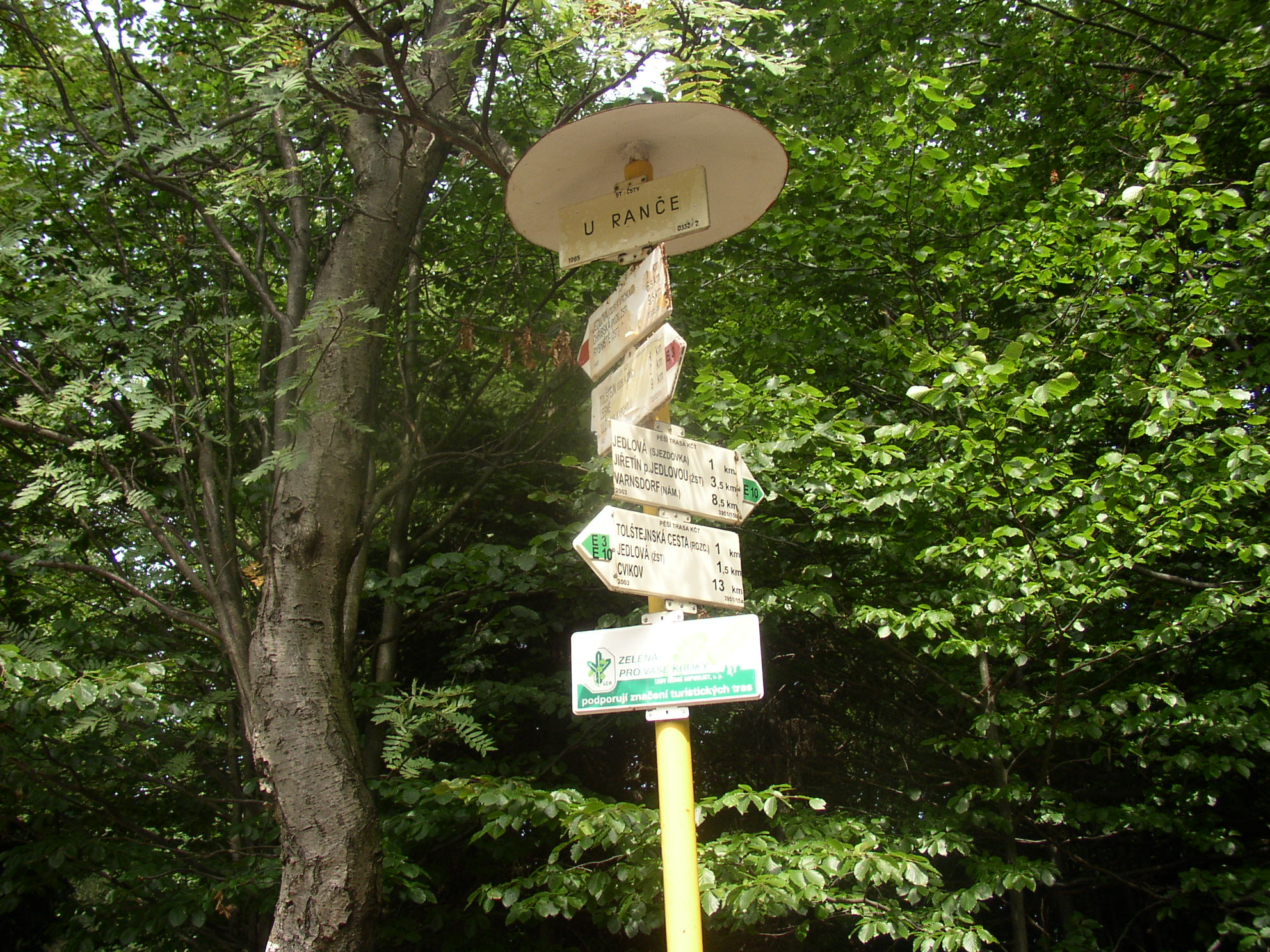
Kreuzung der Europäischen Fernwanderwege E3 und E10

| Jahr | Einwohner | Häuser |
| ---- | --------- | ------ |
| 1787 | 9         |        |
| 1831 | 90        | 15     |
| 1850 | 92        | 15     |
| 1869 | 140       | 19     |
| 1880 | 117       | 22     |
| 1890 | 127       | 22     |
| 1900 | 82        | 24     |
| 1910 | 95        | 23     |
| 1921 | 98        | 24     |
| 1930 | 162       | 24     |
| 1950 | 25        | 23     |
| 1961 | 20        |        |
| 1970 | 18        | 4      |
| 1980 | 20        | 4      |
| 1991 | 3         | 2      |
| 1997 | 2         |        |
| 2001 | 4         | 5      |

## Kultur und Sehenswürdigkeiten
In der Nähe des alten Hegerhauses befindet sich die Kreuzung der Europäischen Fernwanderwege E3 und E10.